# Публий Порций Лека (трибун 90 пр.н.е.)
Публий Порций Лека (на латински: Publius Porcius Laeca) е политик на Римската република от началото на 1 век пр.н.е. по време на Съюзническата война (91 – 88 пр.н.е.).
Произлиза от плебейската фамилия Порции, клон Лека. Негов прародител е Публий Порций Лека (народен трибун 199 пр.н.е.).
Около 90 пр.н.е. Порций е народен трибун заедно с Тит Юний. Тази година консули са Луций Юлий Цезар III и Публий Рутилий Луп.